# Jean-Pierre Côté
Jean-Pierre Côté (vollständiger Name: Joseph Julien Jean-Pierre Côté), PC, OC (* 9. Januar 1926 in Montreal; † 10. Juli 2002 ebenda) war ein kanadischer Politiker. Von 1963 bis 1972 war er liberaler Abgeordneter des kanadischen Unterhauses und hatte während dieser Zeit mehrere Ministerposten inne. Danach war er bis 1978 Senator, schließlich amtierte er bis 1984 als Vizegouverneur der Provinz Québec.

## Biografie
Côté absolvierte an der polytechnischen Schule für Zahnmedizin in Montreal eine Ausbildung zum Zahntechniker. Während des Studiums spielte er kurze Zeit Canadian Football bei den Montreal Alouettes, später eröffnete er seine eigene Praxis in der Nachbarstadt Longueuil. Dort sammelte er von 1960 bis 1963 erste politische Erfahrungen als Mitglied und Präsident des Schulrates. Als Kandidat der Liberalen Partei trat er zur Unterhauswahl 1963 an und setzte sich im Wahlbezirk Longueuil gegen Amtsinhaber Pierre Sévigny durch. 1965 und 1968 gelang ihm jeweils die Wiederwahl.
Im Bundeskabinett von Lester Pearson war Côté von Dezember 1965 bis Juli 1968 Postminister. Pearsons Nachfolger Pierre Trudeau übertrug ihm dann die Leitung des Ministeriums für nationale Einkünfte. Nachdem er von September 1970 bis Juni 1971 Minister ohne Geschäftsbereich gewesen war, übernahm er wieder das Postministerium. Am 1. September 1972 ernannte ihn Trudeau zum Senator. Schließlich wurde er am 27. April 1978 von Generalgouverneur Jules Léger als Vizegouverneur von Québec vereidigt. Dieses repräsentative Amt übte er bis zum 28. März 1984 aus.